# Nesostenodontus bakeri
Nesostenodontus bakeri là một loài tò vò trong họ Ichneumonidae.